# Vilken Gud jag har
Vilken Gud jag har är en psalm med text och musik skriven 1927 Kaleb Johnson.

## Publicerad i
- Segertoner 1988 som nr 557 under rubriken "Att leva av tro - Förtröstan - trygghet".[1]